# Mo (noordelijk deel)
Mo (noordelijk deel) (Zweeds: Mo (norra delen)) is een småort in de gemeente Söderhamn in het landschap Hälsingland en de provincie Gävleborgs län in Zweden. Het småort heeft 102 inwoners (2005) en een oppervlakte van 30 hectare. Het småort bestaat uit het noordelijke deel van de plaats Mo.